# Route nationale 441
Pour les articles homonymes, voir Route 441.
La route nationale française 441 ou RN 441 était une route nationale française reliant Méry-sur-Seine à Lesmont.

À la suite de la réforme de 1972, la RN 441 a été déclassée en RD 441.
Voir le tracé de la RN441 sur GoogleMaps

## Ancien tracé
- Méry-sur-Seine (km 0)
- Pouan-les-Vallées (km 13)
- Villette-sur-Aube (km 16)
- Arcis-sur-Aube où elle croisait la RN 77 (km 19)
- Vaupoisson (km 26)
- Ortillon (km 27)
- Chaudrey (km 30)
- Nogent-sur-Aube (km 33)
- Coclois (km 35)
- Verricourt (km 38)
- Pougy (km 39)
- Molins-sur-Aube (km 42)
- Lesmont où elle rejoint la RN 60 (km 44)